# 瓦桑堡
瓦桑堡（法語：Le Bourg-d'Oisans，法語發音：[lə buʁ dwazɑ̃]）是法国伊泽尔省的一个市镇，位于该省东南部，属于格勒诺布尔区。

## 地理
瓦桑堡（45°3'19"N, 6°1'46"E）面积35.75 平方千米，位于法国奥弗涅-罗讷-阿尔卑斯大区伊泽尔省，罗曼什河谷中。
与瓦桑堡接壤的市镇（或旧市镇、城区）包括：瓦尔茹夫雷、维拉尔圣母村、维拉尔雷蒙、阿勒蒙、欧里斯、拉加尔德、利韦和加韦、奥尔农、乌勒、奥镇、尚特佩里耶、莱德萨尔普。
瓦桑堡的时区为UTC+01:00、UTC+02:00（夏令时）。

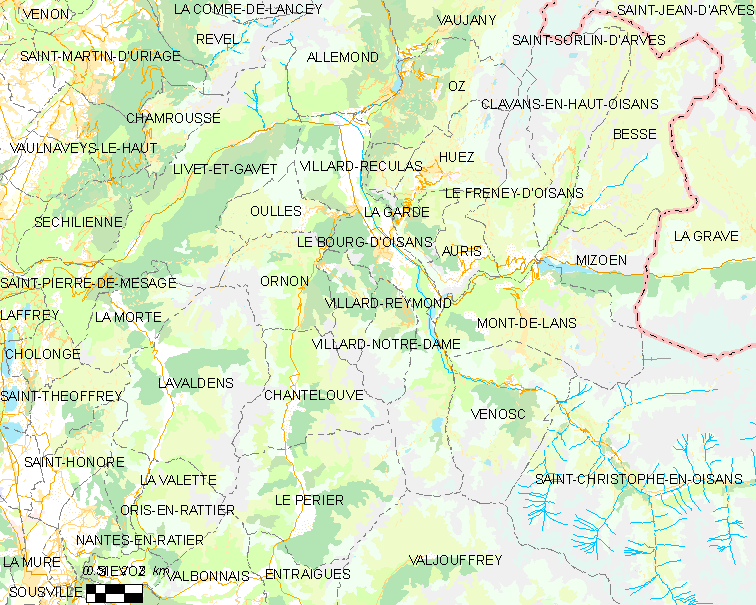
瓦桑堡的OSM定位图

## 行政
瓦桑堡的邮政编码为38520，INSEE市镇编码为38052。

## 政治
瓦桑堡所属的省级选区为瓦桑-罗曼什县。

## 交通
由格勒诺布尔前往布里扬松方向的公路经过该地。

## 人口

1962-2008年间瓦桑堡人口变化图示

瓦桑堡于2022年1月1日时的人口数量为2840人。